# Півострів Старицького
59°30′00″ пн. ш. 150°50′00″ сх. д. / 59.5° пн. ш. 150.8333333° сх. д.
Півострів Старицького (рос. полуостров Старицкого) — півострів у середній частині північного берега Тауйської губи Охотського моря; територія Магаданського міського округу Магаданської області Російської Федерації. Поєднаний з материком відносно невисоким перешийком шириною 5,5 км. Описаний у 1875 році російським гідрографом Михайлом Онацевичем і, ймовірно, ним же названий на честь російського географа-гідролога Костянтина Старицького.
Із заходу в півострів заходить бухта Нагаєва, зі сходу — бухта Гертнера. По зовнішньому контуру півострова розташовуються бухти Батарейна, Жемчужна (Орлина), Світла, Тиха (Березова), Водоспадна. Крайня південна точка — мис Середній, крайня західна — мис Чирикова, крайня східна — мис Східний. У вигляді останців у гранітоїдах зустрічається габро (Кам'яний вінець). На півострові, на перешийку між бухтами Нагаєва та Гертнера знаходиться місто Магадан.